# Joan Bardina i Castarà
Joan Bardina i Castarà (Sant Boi de Llobregat, 27 de maig de 1877 - Valparaíso, Xile, 10 de juliol de 1950) va ser un pedagog i periodista català, que tractà de revolucionar els mètodes d'ensenyament, amb un èxit relatiu a Catalunya. A Xile, per contra, és considerat un dels pedagogs més influents. Casat amb Josefa Soronellas el 1906 (traspassada el 1908), tingueren una filla: la catedràtica de Taipei Remei Bardina (mare de l'enginyer civil Henry Liu).

## Formació
D'orígens molt humils, la seva facilitat per l'estudi, la precària economia familiar i l'acusat esperit religiós de la seva mare el portaren a ingressar al Seminari de Barcelona a l'edat de 10 anys. Després de tensions amb els seus superiors va abandonar-lo als 19 anys, i llavors viatjà a Mèxic. Entre el 1896 i el 1899 va cursar el batxillerat a l'Institut de Girona. Després va ingressar a la Facultat de Filosofia i Lletres de la Universitat de Barcelona, on es va llicenciar el 1900. Paral·lelament també es formava en magisteri.

## Periodisme i militància carlista
Ja durant la seva joventut va dedicar-se al periodisme. Entre 1897 i 1900 escrivia a Lo Mestre Tites, fet que li comportà multes i la suspensió governativa el 29 d'abril de 1900. Escrivia amb diferents pseudònims: Said, Pepet de les Pomes, Abel, Fusta... Amb el de Valcarlos signava els treballs de contingut carlí, moviment en el qual militava activament ja abans de deixar el seminari. Va escriure diferents obres d'aquesta tendència:
- Táctica de Infantería (1899).
- Catalunya Autónoma (1899).
- Catalunya i els Carlins (1900).
- Aparisi y Guijarro. Apuntes biográficos del que fue honra de España y gloria de la Comunión Tradicionalista (1900), que va guanyar un premi en un certamen organitzat pel Círculo Carlista de Barcelona (situat a l'actual cine Coliseum de la Gran Via), amb el pseudònim Valcarlos (4).
- Orígenes históricos del Carlismo (1900)
- Los carlo-traidores
- L'Estat no és la Pàtria (1904)
- Orígenes de la Tradición y del Régimen Liberal, títol de la seva tesi de Llicenciatura (defensada al maig de 1905), Premi Extraordinari fi de carrera (1906).

A banda d'investigar com a erudit les bases fonamentals del carlisme, també participava activament al moviment polític. El 1900, després de la «Intentona de Badalona», va ser detingut juntament amb altres simpatitzants i militars carlistes. Però l'amistat de Bardina amb el governador de Barcelona (era professor particular del seu fill) va facilitar-ne l'alliberament. El maig de 1902 fou detingut altre cop per uns articles escrits a La Barretina, i alliberat ràpidament.
En el seu fulletó Catalunya autònoma (1900) inclou una projecte d'Estatut que segons Fèlix Cucurull era una proposta del partit carlista de Catalunya. Comença declarant el caràcter confederal del futur Estat carlí, reconeixent l'autonomia dels municipis, de les comarques i de les regions. Manifesta igualment que «Catalunya, i no Espanya, és la Pàtria i Nació dels catalans» (encara que declarava que el separatisme era "impossible" i que la Confederació era "indestructible") i «com a conseqüència, Catalunya és única sobirana de son Govern interior». S'estableix la divisió de poders: legislatiu (les Corts catalanes), executiu (la Generalitat) i judicial (la Suprema Audiència de Catalunya). Els diputats serien elegits pels gremis, davant els quals hauran de respondre de la seua actuació per causa del mandat imperatiu. També es fixa l'ús oficial de la llengua catalana. Davant de les possibles ingerències del Rei o del Govern central en els afers exclusius de les regions, es planteja «el passe foral» com a dret de veto.
L'aparició de Catalunya autònoma va ser acollida amb elogis per la premsa carlina i amb silenci per la catalanista. Tanmateix, aquesta concepció de Catalunya com a nació i Espanya només com a estat no va arrelar en el partit carlí. De fet, Bardina va abandonar el carlisme l'any següent, col·laborà amb el pare Corbató (excarlí que va tractar de formar un partit espanyolista de caràcter catòlic integrista) i l'any 1903 ingressaria a la Lliga Regionalista, decebut amb l'actuació dels dirigents carlins envers l'alçament de Badalona i, segons Bardina, la nul·la sensibilitat catalanista del partit de Don Carles.

## Etapa a Barcelona
El periodisme, les classes particulars i l'estudi absorbien el temps de Bardina. Va començar a virar cap al catalanisme, col·laborant amb el diari La Veu de Catalunya dirigit per Enric Prat de la Riba, que era el mitjà de premsa de la Lliga Regionalista. Quan el comte de Romanones, ministre de Instrucción Pública, va prohibir per decret l'ensenyament del catecisme en català, des de les seves pàgines Joan Bardina va iniciar una campanya de renovació pedagògica i catalanització de les escoles el 1902. Bardina va col·laborar en La Veu en dues etapes: de 1902 a 1912 i de 1914 a 1916. Entremig troba temps per estudiar Magisteri i algunes assignatures de Dret.
Desenganyat de l'eficàcia dels remeis exclusivament polítics s'anà convencent de què existia un únic camí per a la regeneració estable: la reforma de les generacions a través de l'educació. Com molts intel·lectuals del seu temps influïts pel positivisme, creia que l'educació és el ressort automàtic que cal moure per a forjar les noves generacions que Espanya necessitava. Es pot parlar d'un desencant polític de Bardina i d'una «conversió pedagògica», tot seguint la moda regeneracionista de la pedagogia que impregnava el pensament del moment; a partir de 1902 l'educació serà la seva principal preocupació i la seva activitat fonamental. Va conèixer els escrits de pedagogs i educadors espanyols del cercle de Giner de los Ríos, al que Bardina va estar unit. Amb les influències de dins i de fora, i sense perdre de vista els moviments culturals i polítics de Catalunya, Bardina va arribar a elaborar el seu propi pensament pedagògic, original en molts aspectes, i potser únic en la història de la pedagogia catalana i espanyola. Sense abandonar els seus principis cristians, fou capaç d'assimilar l'estil educatiu i pedagògic dels institucionistes, arribant a defendre les dues tesis fonamentals objecte de disputa: la neutralitat religiosa i la coeducació. Aquesta sorprenent síntesi li feu guanyar les simpaties i suport de l'equip de Giner, alhora que li reportà la incomprensió i indiferència dels educadors catòlics.

### Activitats pedagògiques
Durant la dècada que va de l'any 1902 al 1912, gairebé no existeix activitat pedagògica a Barcelona en la que no participi: congressos, organització d'escoles catalanes, política escolar de la Lliga Regionalista, publicació de llibres de text, conferències, fundació d'institucions pedagògiques, assessorament tècnic, política educativa del municipi, associacions protectores de l'ensenyament, premsa, publicació d'obres, revistes, etc. A totes elles apareix Bardina com l'erudit indiscutible i coneixedor dels més moderns corrents i mètodes pedagògics.
Del gener al febrer de 1903 va tenir lloc el Primer Congrés Universitari Català en el qual va defensar una ponència titulada «Organització de la Universitat Catalana».
En el camp laboral, va ser professor de les Escoles Mercantils del CADCI des del seu inici el 1904 com a professor de "Drets i deures del ciutadà". El mes d'octubre de 1906 Bardina va obrir la seva pròpia Escola de Mestres (al carrer Nueva San Francisco, núm. 23) fins a l'agost del 1910. El 1907 va començar a impartir classes de pedagogia als Estudis Universitaris Catalans.
Al primer Congrés Internacional de la Llengua Catalana, celebrat a Barcelona del 13 al 18 d'octubre de 1906, va presentar una comunicació titulada «Guia pedagògica per a escriure les vocals àtones dubtoses oe y ou». A la Secció Social i Jurídica va defensar una ponència titulada «La llengua catalana és l'única apta, tractant-se de catalans, per a la instrucció dels noys y dels grans». Dues citacions que es conserven d'aquest congrés asseguren per boca de Bardina que:
- «La instrucció en català, sense tenir la importància pedagògica que se li dona, és d'una transcendència cabdal, segons la lògica y les estadístiques».
- «La pedagogía moderníssima d'educació natural exigeix la llengua natural com a vincle entre'ls mestres y els deixebles». (4)

L'any 1908 va intervenir en la redacció de les bases pedagògiques del polèmic document Bases del Pressupost de Cultura de l'Ajuntament de Barcelona, a on va sintetitzar el seu pensament pedagògic. El 1909 va participar en el Congrés de Primera Ensenyança.
El març de 1909 va editar una revista pedagògica de la que únicament va poder publicar un número: Revista Catalana d'Educació, on hi van col·laborar els seus deixebles de l'Escola (s'escrivia en català, castellà i francès). El 1910 va reaparèixer en castellà amb el nom de Revista de Educación. Aquesta Revista i les reunions periòdiques amb part dels alumnes de la clausurada Escola de Mestres va mantenir unit el grup format per mestre i deixebles, que va acabar de comprendre per què Catalunya va permetre la fi d'una institució que hauria d'haver estat transcendental.
L'eclipsi de Bardina a Barcelona fou terriblement dramàtic; cap força política va comptar amb ell. Per tal de salvar l'Escola de Mestres i llur revista va oferir la direcció d'ambdues a Eladi Homs que estudiava llavors als Estats Units, però ambdues van acabar desapareixent. És força significatiu que ni ell ni cap dels seus deixebles prenguessin part en el Primer Congreso Español de Higiene Escolar celebrat a Barcelona entre el 8 i el 12 d'abril de 1912.

### La Institució Spencer
Durant el curs 1911-1912 en Bardina va crear la darrera experiència barcelonina: la Institució Spencer. Estava ubicada al carrer Margenat número 13 de Sarrià, mercès a l'ajut econòmic del matrimoni Durall. Amb unes excel·lents instal·lacions i grans medis, Bardina es va encarregar de la direcció i de la impartició de les Matemàtiques, del Llenguatge i de la Geografia i Història.
La Institució Spencer estava destinada a un grup selecte d'alumnes de famílies benestants. La suficiència de medis econòmics i el reduït nombre d'alumnes permetia impartir una educació molt personalitzada.
L'escola prometia l'estudi de la psicologia individual de cada alumne, una disciplina i orientació personalitzada, un règim de llibertat discretament vigilat pel professorat, la participació de l'alumnat en l'administració, en la disciplina, en la higiene, etc. Les matèries impartides estaven englobades en quatre grans grups: Estudis de la Natura, Càlcul, Expressió i Institucions (religió, moral, geografia, política, Història, Art, Urbanitat, Civisme, Indústria i Comerç, Economia). S'educava la memòria, però sense caure en el memorisme; els llibres de text quedaven exclosos i el material auxiliar, excepte el de precisió, l'havia de confeccionar cada alumne. En resum conservava molts dels principis de l'Escola de Mestres, introduint-ne de nous, però sense saber exactament per què, va durar poc.

## Viatges per Europa
Malgrat la Institució Spencer li reportava recursos econòmics, no deixava de ser un projecte menor per a algú que gairebé ho havia sigut tot en el seu camp. A través d'una beca d'Ampliació d'Estudis a l'estranger i amb ajuts de la Diputació i de l'Ajuntament de Barcelona, el 2 d'octubre de 1912 Bardina va viatjar a París acompanyat pels seus deixebles Pere Blanch, Joan Batllori, Ramon Espina, Josep Costa, Pere Solé i Miquel Fornaguera i Ramon. Però un viatge en concepte d'ampliació d'estudis per a algú de 35 anys que havia estat a l'avantguarda no era precisament un èxit. Ans al contrari, París suposava una fugida de Barcelona a l'espera d'una conjuntura més propícia, fet que es constata per l'abatiment físic i anímic en què fou sorprès pels seus deixebles, malalt i plorant al llit.
En una França que poc tenia a oferir en termes de pedagogia, l'experiència només durà un any; l'octubre de 1913 es va desfer el grup. Mentre uns tornaven a Barcelona, Bardina, Batllori i Fornaguera se n'anaren en bicicleta a Bèlgica i Països Baixos. Visitaren Charleroi, Gant, Waterloo, Malines, Anvers, Lieja, Rotterdam, La Haia…. Van visitar amb especial interès l'escola de l'Ermitage i al seu creador, Ovide Decroly, així com l'Escola Model d'Àlex Sluys. A causa d'aquesta trobada directa, entre altres causes, els bardinians foren sempre partidaris del mètode del pedagog belga, i no del mètode Montessori, que va ser l'implantat oficialment a les escoles per la Mancomunitat de Catalunya.

## Etapa a l'estranger

### Estada a Bolívia
Malgrat que va estudiar la possibilitat d'anar a Colòmbia (va arribar a comprar el passatge) en una mena de fugida cap endavant que el deslliurés del seu passat i dels creditors, providencialment no es va veure obligat a marxar-hi, donat que el 31 d'octubre de 1916 va aparèixer en el Boletín del Ministerio de Instrucción Pública y Bellas Artes de Madrid el següent anunci: 
| « | El Gobierno de la República de Bolivia ha resuelto establecer en la ciudad de La Paz, desde principios del año próximo el Instituto Normal Superior, destinado a formar el profesorado de instrucción secundaria, y desea un profesor de reconocida competencia y con título de doctor en Filosofía y Letras se haga cargo de la dirección de la Sección de Filosofía del mencionado Instituto en las condiciones siguientes: El Gobierno de Bolivia se propone que el contrato se haga por un plazo de cuatro años; satisfará los gastos de viaje de ida y regreso, y asignará al profesor a quien se confíe el cargo mencionado la retribución de 600 pesos bolivianos mensuales (pesetas 1.200 m/n). Las personas que aspiren al indicado puesto deberán participarlo por medio de instancia, acompañando una hoja de servicios, en el plazo de diez días a contar desde la fecha de la publicación de este anuncio en la Gaceta de Madrid. Madrid, 18 de octubre de 1916. El subsecretario, Rivas. (Gaceta del 26). | » |

La persona seleccionada pel Ministeri para ocupar el càrrec fou Rufino Blanco y Sánchez, però el govern bolivià (francmaçó, segons el mateix Bardina) no va acceptar-lo al·legant raons d'edat. Per aquelles dates es trobava Bardina defensant a Madrid la seva tesi doctoral, motiu pel qual els institucionistes van pensar en ell per a aquest càrrec, tot i que ni tan sols s'havia presentat al concurs de mèrits. Segons els bardinians, l'educació boliviana estava en mans de trenta professors belgues enviats pel maçó Alex Sluys, amic dels institucionistes, i considerats com la flor i nata de la pedagogia moderna. També el director general d'Instrucció Pública del país era un belga. Des del punt de vista econòmic el contracte era molt avantatjós; a més a més d'una bona remuneració, s'oferia al seleccionat la direcció i supervisió dels llibres de text, amb la qual cosa podria «retornar diners i fer comerç». Després d'un llarg i accidentat viatge, en Bardina arriba a La Paz el 1917 disposat a fer-se un lloc entre un grup maçònic que ni renunciaria fàcilment a les seves prebendes, ni li facilitaria la feina.
Poc se sap de la seva aventura boliviana, tret que va fer dimitir un ministre d'Instrucció i va desacreditar el director general d'Instrucció. Va escriure simultàniament a tres diaris. Va revolucionar els estudiants de la Universitat i va haver d'abandonar precipitadament el país, disfressat de frare, després d'haver estat avisat que la seva vida corria perill. Un cop més, el seu caràcter impetuós, radical i independent, va xocar a una La Paz amb molts interessos creats.

### Trasllat a Xile
Així doncs, Bardina va fugir a Xile per motius polítics el 1918. Allí va començar a escriure al Diario Hispano-Americano, a La Unión i al Diario Ilustrado, signant les seves col·laboracions amb pseudònims, com per exemple «Lautaro», famós cabdill araucà derrotat i mort l'any 1557. A poc a poc va anar fent-se camí i una situació estable. L'any 1921 es va casar amb Raquel Venegas de la que tingué quatre fills entre 1922 i 1927: Juan, Raquel, Rebeca i Marta. Al diari La Unión, a la redacció del qual entrà Bardina el 1921, tenia reservada una pàgina titulada «La Semana Internacional», pàgina que li proporcionà un gran prestigi i augmentà considerablement el nombre de lectors. Durant una vaga en la que els obrers demanaven millores salarials, es posà del costat dels obrers i va haver d'abandonar el diari.
A causa d'això el mateix 1921 en va fundar un de nou amb el títol de la pàgina que l'havia fet famós: La Semana Internacional, publicació que va aconseguir un ininterromput èxit durant 17 anys, com ho demostra el «Gran Diploma de Honor» obtingut a la Exposición Internacional de Publicaciones Periódicas celebrada a Matanzas, al desembre de 1937. A aquesta Exposició hi havien acudit més d'un miler de publicacions representant a 51 països. Anteriorment -juny de 1936- el president de la República de Bolívia l'havia nomenat «Gran Maestre de la Orden Nacional del Cóndor de los Andes» en reconeixement por la seva destacada tasca americanista. El 1921 també havia dirigir l'Anuario Internacional Americano.
Durant els anys 1930 i la Segona Guerra Mundial, Bardina es va declarar admirador del feixisme, de Hitler i de Mussolini, als quals va dedicar grans elogis a La Semana Internacional. També va acollir amb simpatia el programa social de la Falange Española i va formar part del grup d'intel·lectuals atret pel Moviment Nacional-Socialista de Xile que dirigia Jorge González von Marées. Després de la segona guerra mundial, els Estats Units de Nord-amèrica declararen el boicot a La Semana Internacional fins a aconseguir la seva desaparició definitiva, donat que s'oposava sistemàticament als afanys imperialistes ianquis a l'Amèrica llatina.
A Xile no va abandonar la seva preocupació pedagògica. El 1928 fou nomenat professor de "Dret del Treball" a la Universitat de Santiago de Xile i a la l'Escola de Dret de Valparaíso, càtedra que ostentà durant vint anys fins a la seva mort.
El novembre de 1948 va patir un atac d'apoplexia i el 10 de juliol de 1950 va morir a Valparaíso als 73 anys.

## Llegat
- Té dedicat a la vila de Sant Boi el nom del carrer on va néixer i on encara es conserva una placa commemorativa al número 36.
- També existeix des de mitjans dels anys 1950 l'Escola d'ensenyament primari i secundari (fins a 4t d'ESO) Joan Bardina, antigament vinculada al desaparegut Ateneu Santboià. L'escola és concertada i s'ubica al Carrer Marià Fortuny Nº16-18, també a Sant Boi.
- L'any 1984 es va crear el Centre d'Estudis Joan Bardina dedicat a qüestions polítiques, econòmiques, socials i científiques des d'una perspectiva humanística i emancipadora.
- La Placeta de Sant Miquel portà el nom del pedagog durant un petit període, del 36 al 39, de la Segona República Espanyola.[8]